# Haukijärvi (Karesuando socken, Lappland, 754314-179160)
Haukijärvi är en sjö i Kiruna kommun i Lappland och ingår i Torneälvens huvudavrinningsområde. Sjön har en area på 0,039 kvadratkilometer och ligger 332,6 meter över havet. Haukijärvi ligger i Pessinki fjällurskog Natura 2000-område.

## Delavrinningsområde
Haukijärvi ingår i det delavrinningsområde (754121-179194) som SMHI kallar för Ovan Pahtajoki. Medelhöjden är 392 meter över havet och ytan är 60,65 kvadratkilometer. Det finns inga avrinningsområden uppströms utan avrinningsområdet är högsta punkten. Parkajoki som avvattnar avrinningsområdet har biflödesordning 3, vilket innebär att vattnet flödar genom totalt 3 vattendrag innan det når havet efter 332 kilometer. Avrinningsområdet består mestadels av skog (82 procent) och sankmarker (15 procent). Avrinningsområdet har 0,52 kvadratkilometer vattenytor vilket ger det en sjöprocent på 0,9 procent.